# Volta a Catalunya de 1947
La Volta a Catalunya de 1947 fou la vint-i-setena edició de la Volta a Catalunya. La prova es disputà en 9 etapes entre el 7 i el 14 de setembre de 1947, amb un total de 1.357 km. El vencedor final fou Emilio Rodríguez, per davant de Miquel Gual, i Georges Aeschlimann.
Aquesta edició coincidia amb el 25è aniversari de la Unió Esportiva de Sants, i es va organitzar una prova que es va considerar molt dura. Es van repartir bonificacions de vint segons als primers ciclistes que passesin els diferents colls de muntanya.
La cursa va ser dominada pels ciclistes de la UE Sants. L'etapa clau va ser la tercera, en què Emilio Rodríguez i Miquel Gual es van escapar i van arribar amb més de quinze minuts d'avantatge a la meta de Figueres. La classificació general era cosa dels dos companys d'equip. Al final va guanyar Rodríguez, que també es va emportar la classificació de la muntanya.
Miquel Poblet guanyà les seves primeres etapes a la "Volta".

## Etapes
| Etapa | Data           | Recorregut              | km    | Guanyador              | Líder                  |
| ----- | -------------- | ----------------------- | ----- | ---------------------- | ---------------------- |
| 1a    | 7 de setembre  | Montjuïc - Montjuïc     | 46,0  | Antoni Gelabert (ESP)  | Antoni Gelabert (ESP)  |
| 2a    | 7 de setembre  | Barcelona - Vic         | 109,0 | Miquel Poblet (ESP)    | Miquel Poblet (ESP)    |
| 3a    | 8 de setembre  | Vic - Figueres          | 126,0 | Emilio Rodríguez (ESP) | Emilio Rodríguez (ESP) |
| 4a    | 9 de setembre  | Figueres - Berga        | 174,0 | Miquel Gual (ESP)      | Miquel Gual (ESP)      |
| 5a    | 10 de setembre | Berga - Seu d'Urgell    | 159,0 | Pere Font (ESP)        | Emilio Rodríguez (ESP) |
| 6a    | 11 de setembre | Seu d'Urgell - Igualada | 177,0 | Miquel Gual (ESP)      | Emilio Rodríguez (ESP) |
| 7a    | 12 de setembre | Igualada - Tortosa      | 207,0 | Miquel Poblet (ESP)    | Emilio Rodríguez (ESP) |
| 8a    | 13 de setembre | Tortosa - Tarragona     | 208,0 | Miquel Gual (ESP)      | Emilio Rodríguez (ESP) |
| 9a    | 14 de setembre | Tarragona - Barcelona   | 148,0 | Miquel Poblet (ESP)    | Emilio Rodríguez (ESP) |

### Etapa 1. Barcelona - Barcelona. 46,0 km
|   | Ciclista        | Equip           | Temps      |
| - | --------------- | --------------- | ---------- |
| 1 | Antoni Gelabert | Daltón Auto     | 1h 13' 15" |
| 2 | Bernardo Ruiz   | UE Sants        | m. t.      |
| 3 | Josep Serra     | C.C. Barcelonès | + 14"      |

|   | Ciclista        | Equip           | Temps      |
| - | --------------- | --------------- | ---------- |
| 1 | Antoni Gelabert | Daltón Auto     | 1h 13' 15" |
| 2 | Bernardo Ruiz   | UE Sants        | m. t.      |
| 3 | Josep Serra     | C.C. Barcelonès | + 14"      |

### Etapa 2. Barcelona - Vic. 109,0 km
|   | Ciclista      | Equip               | Temps      |
| - | ------------- | ------------------- | ---------- |
| 1 | Miquel Poblet | UE Sants            | 3h 12' 15" |
| 2 | Jacques Geus  | Fútbol de Sobremesa | + 01"      |
| 3 | Joan Gimeno   | Chicles Tabay       | m. t.      |

|   | Ciclista          | Equip               | Temps      |
| - | ----------------- | ------------------- | ---------- |
| 1 | Miquel Poblet     | UE Sants            | 4h 25' 59" |
| 2 | Jacques Geus      | Fútbol de Sobremesa | + 17"      |
| 3 | Celestino Camilla | Galindo             | + 18"      |

### Etapa 3. Vic - Figueres. 126,0 km
|   | Ciclista         | Equip         | Temps      |
| - | ---------------- | ------------- | ---------- |
| 1 | Emilio Rodríguez | UE Sants      | 3h 47' 12" |
| 2 | Miquel Gual      | UE Sants      | m. t.      |
| 3 | Joaquim Olmos    | Chicles Tabay | + 15' 43"  |

|   | Ciclista         | Equip    | Temps      |
| - | ---------------- | -------- | ---------- |
| 1 | Emilio Rodríguez | UE Sants | 8h 20' 01" |
| 2 | Miquel Gual      | UE Sants | + 25"      |
| 3 | Miquel Poblet    | UE Sants | + 08' 53"  |

### Etapa 4. Figueres - Berga. 174,0 km
|   | Ciclista         | Equip               | Temps      |
| - | ---------------- | ------------------- | ---------- |
| 1 | Miquel Gual      | UE Sants            | 5h 41' 09" |
| 2 | Jérôme Dufromont | Fútbol de Sobremesa | + 01' 46"  |
| 3 | Emilio Rodríguez | UE Sants            | m. t.      |

|   | Ciclista         | Equip               | Temps       |
| - | ---------------- | ------------------- | ----------- |
| 1 | Miquel Gual      | UE Sants            | 14h 01' 35" |
| 2 | Emilio Rodríguez | UE Sants            | + 01' 21"   |
| 3 | Jérôme Dufromont | Fútbol de Sobremesa | + 11' 27"   |

### Etapa 5. Berga - la Seu d'Urgell. 159,0 km
|   | Ciclista            | Equip           | Temps      |
| - | ------------------- | --------------- | ---------- |
| 1 | Pere Font           | Royal           | 5h 28' 30" |
| 2 | Joaquim Filbà       | C.C. Granollers | + 02"      |
| 3 | Georges Aeschlimann | Gesarol         | + 25"      |

|   | Ciclista            | Equip    | Temps       |
| - | ------------------- | -------- | ----------- |
| 1 | Emilio Rodríguez    | UE Sants | 19h 37' 51" |
| 2 | Miquel Gual         | UE Sants | + 04' 24"   |
| 3 | Georges Aeschlimann | Gesarol  | + 10' 51"   |

### Etapa 6. la Seu d'Urgell - Igualada. 177,0 km
|   | Ciclista         | Equip               | Temps      |
| - | ---------------- | ------------------- | ---------- |
| 1 | Miquel Gual      | UE Sants            | 6h 01' 01" |
| 2 | Jacques Geus     | Fútbol de Sobremesa | m. t.      |
| 3 | Emilio Rodríguez | UE Sants            | m. t.      |

|   | Ciclista            | Equip    | Temps       |
| - | ------------------- | -------- | ----------- |
| 1 | Emilio Rodríguez    | UE Sants | 25h 38' 32" |
| 2 | Miquel Gual         | UE Sants | + 04' 44"   |
| 3 | Georges Aeschlimann | Gesarol  | + 11' 17"   |

### Etapa 7. Igualada - Tortosa. 207,0 km
|   | Ciclista      | Equip         | Temps      |
| - | ------------- | ------------- | ---------- |
| 1 | Miquel Poblet | UE Sants      | 7h 01' 25" |
| 2 | Miquel Gual   | UE Sants      | m. t.      |
| 3 | Joaquim Olmos | Chicles Tabay | m. t.      |

|   | Ciclista            | Equip    | Temps       |
| - | ------------------- | -------- | ----------- |
| 1 | Emilio Rodríguez    | UE Sants | 32h 23' 02" |
| 2 | Miquel Gual         | UE Sants | + 04' 44"   |
| 3 | Georges Aeschlimann | Gesarol  | + 11' 17"   |

### Etapa 8. Tortosa - Tarragona. 208,0 km
|   | Ciclista        | Equip               | Temps      |
| - | --------------- | ------------------- | ---------- |
| 1 | Miquel Gual     | UE Sants            | 7h 47' 20" |
| 2 | Jacques Geus    | Fútbol de Sobremesa | m. t.      |
| 3 | Erich Ackermann | Gesarol             | m. t.      |

|   | Ciclista            | Equip    | Temps       |
| - | ------------------- | -------- | ----------- |
| 1 | Emilio Rodríguez    | UE Sants | 40h 09' 45" |
| 2 | Miquel Gual         | UE Sants | + 05' 21"   |
| 3 | Georges Aeschlimann | Gesarol  | + 11' 59"   |

### Etapa 9. Tarragona - Barcelona. 148,0 km
|   | Ciclista        | Equip    | Temps      |
| - | --------------- | -------- | ---------- |
| 1 | Miquel Poblet   | UE Sants | 3h 00' 42" |
| 2 | Miquel Gual     | UE Sants | m. t.      |
| 3 | Émile Freivogel | Gesarol  | + 04' 58"  |

|   | Ciclista            | Equip    | Temps       |
| - | ------------------- | -------- | ----------- |
| 1 | Emilio Rodríguez    | UE Sants | 44h 51' 05" |
| 2 | Miquel Gual         | UE Sants | + 05' 21"   |
| 3 | Georges Aeschlimann | Gesarol  | + 11' 59"   |

## Classificació final
| Pos. | Ciclista                   | Club                 | Temps       |
| ---- | -------------------------- | -------------------- | ----------- |
| 1    | Emilio Rodríguez (ESP)     | UE Sants             | 44h 51' 05" |
| 2    | Miquel Gual (ESP)          | UE Sants             | + 5' 21"    |
| 3    | Georges Aeschlimann (SUI)  | Gesarol              | + 11' 59"   |
| 4    | Joaquim Filba (ESP)        | C.C. Granollers      | + 20' 51"   |
| 5    | Miquel Poblet (ESP)        | UE Sants             | + 37' 44"   |
| 6    | Jacques Geus (BEL)         | Fútbol de Sobremesa  | + 40' 51"   |
| 7    | Bernat Capó (ESP)          | UE Sants             | + 43' 09"   |
| 8    | Gottfried Weilenmann (SUI) | Gesarol              | + 47' 44"   |
| 9    | Pere Font (ESP)            | Procedimientos Roval | + 53' 52"   |
| 10   | Josep Serra (ESP)          | C.C. Barcelonès      | + 54' 28"   |

## Classificació de la muntanya
| Pos. | Ciclista         | Equip    | Punts |
| ---- | ---------------- | -------- | ----- |
| 1    | Emilio Rodríguez | UE Sants | 20    |
| 2    | Miquel Gual      | UE Sants | 12    |
| 3    | Pere Font        | Royal    | 10    |